# Letnie Igrzyska Olimpijskie 1988

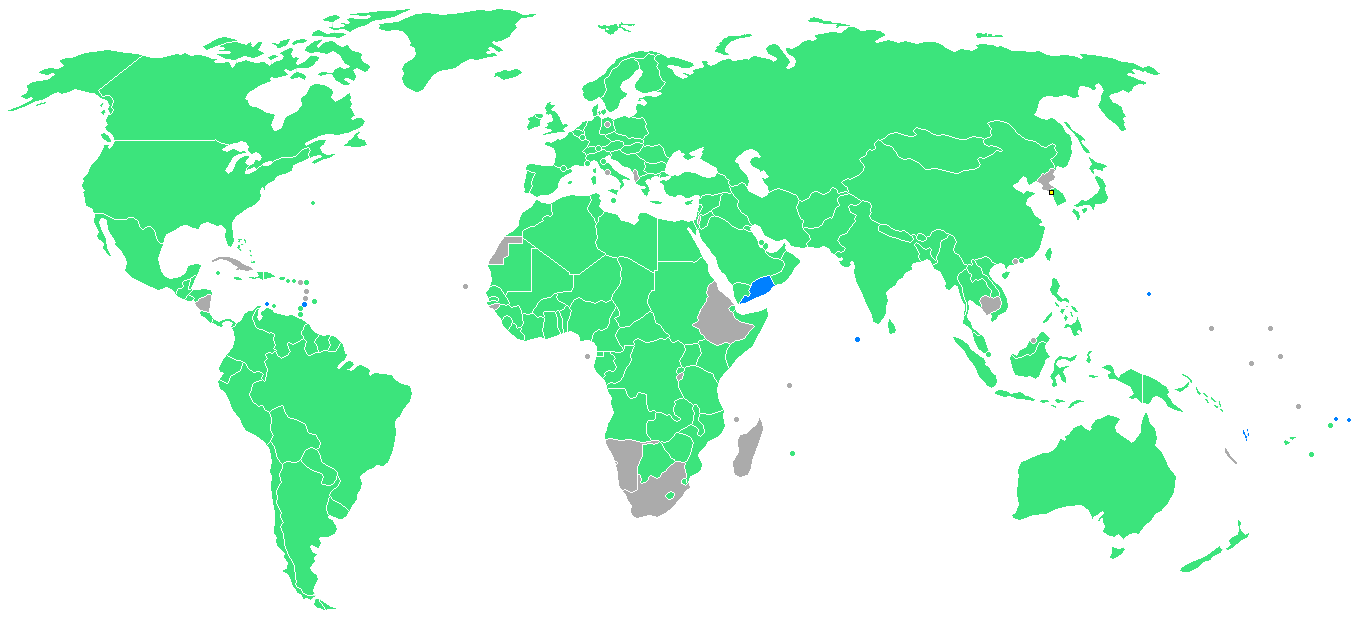
Państwa uczestniczące w igrzyskach

XXIV Letnie Igrzyska Olimpijskie (oficjalnie Igrzyska XXIV Olimpiady) odbyły się w 1988 roku w Seulu (Korea Południowa).
W głosowaniu z 1981 roku wygrał z japońską Nagoją. Seulskie igrzyska poprzedzone zostały wystąpieniami południowokoreańskich studentów oraz żądaniami wysuwanymi przez władze Korei Północnej, kierowanymi pod adresem MKOl, dotyczącymi przyznania organizacji igrzysk obu Koreom. Propozycje ze strony MKOl władze Korei Północnej uznały za niewystarczające i zdecydowały się nie wysyłać do Seulu swojej reprezentacji. Na znak solidarności do bojkotu przyłączyły się również Kuba i Etiopia oraz Nikaragua. W przypadku dwóch ostatnich krajów problemem był również brak funduszy na wysłanie zawodników.
Do programu igrzysk powrócił tenis ziemny, a nową dyscypliną olimpijską stał się tenis stołowy.

## Państwa biorące udział w igrzyskach
| - Algieria - Andora - Angola - Antigua i Barbuda - Antyle Holenderskie - Arabia Saudyjska - Argentyna - Aruba - Australia - Austria - Bahamy - Bahrajn - Bangladesz - Barbados - Belgia - Belize - Benin - Bermudy - Bhutan - Birma - Boliwia - Botswana - Brazylia - Brytyjskie Wyspy Dziewicze - Bułgaria - Burkina Faso - Chile - Chiny - Cypr - Czad - Czechosłowacja - Dania - Dominikana - Dżibuti - Egipt - Ekwador - Fidżi | - Filipiny - Finlandia - Francja - Gabon - Gambia - Ghana - Grecja - Grenada - Guam - Gujana - Gwatemala - Gwinea - Gwinea Równikowa - Haiti - Hiszpania - Holandia - Honduras - Hongkong - Indie - Indonezja - Irak - Iran - Irlandia - Islandia - Izrael - Jamajka - Japonia - Jemen Południowy - Jemen Północny - Jordania - Jugosławia - Kajmany - Kamerun - Kanada - Katar - Kenia - Kolumbia - Kongo - Korea Południowa - Kostaryka - Kuwejt - Laos | - Lesotho - Liban - Liberia - Libia - Liechtenstein - Luksemburg - Malawi - Malediwy - Malezja - Mali - Malta - Maroko - Mauretania - Mauritius - Meksyk - Monako - Mongolia - Mozambik - Nepal - Niger - Nigeria - Norwegia - Nowa Zelandia - NRD - Oman - Pakistan - Panama - Papua-Nowa Gwinea - Paragwaj - Peru - Polska - Portoryko - Portugalia - Republika Środkowoafrykańska - RFN - Rumunia - Rwanda | - Saint Vincent i Grenadyny - Salwador - Samoa Zachodnie - Samoa Amerykańskie - San Marino - Senegal - Sierra Leone - Singapur - Somalia - Sri Lanka - Stany Zjednoczone - Suazi - Sudan - Surinam - Syria - Szwajcaria - Szwecja - Tajlandia - Chińskie Tajpej - Tanzania - Togo - Tonga - Trynidad i Tobago - Tunezja - Turcja - Uganda - Urugwaj - Vanuatu - Wenezuela - Węgry - Wielka Brytania - Wietnam - Włochy - Wybrzeże Kości Słoniowej - Wyspy Cooka - Wyspy Dziewicze Stanów Zjednoczonych - Wyspy Salomona - Zair - Zambia - Zimbabwe - Zjednoczone Emiraty Arabskie - ZSRR |

Na igrzyskach w Seulu zadebiutowało 8 krajów: Aruba, Samoa Amerykańskie, Wyspy Cooka, Malediwy, Vanuatu, Saint Vincent i Grenadyny, Jemen Południowy i Guam.
Na ceremonii rozpoczęcia igrzysk pojawiła się także delegacja  Brunei, jednak kraj ten nie wziął udziału w żadnych zawodach.

## Wyniki
| - boks - gimnastyka - hokej na trawie - jeździectwo - judo - kajakarstwo - kolarstwo - koszykówka - lekkoatletyka - łucznictwo - pięciobój nowoczesny - piłka nożna - piłka ręczna |  | - piłka wodna - pływanie - pływanie synchroniczne - podnoszenie ciężarów - siatkówka - skoki do wody - strzelectwo - szermierka - tenis stołowy - tenis ziemny - wioślarstwo - zapasy - żeglarstwo |

### Dyscypliny pokazowe
- badminton
- baseball
- judo kobiet
- kręgle
- taekwondo
- wyścigi na wózkach inwalidzkich

## Hasło
Harmonia i Postęp (ang. Harmony and Progress; koreań. 화합과 전진, Hwahab gwa Jeonjin)

## Maskotka
Hodori – maskotka przedstawiająca dobrą stronę tygrysa pojawiającą się w wielu koreańskich legendach. Zaprojektował go Kim Hyon.

## Medale zdobyte przez Polaków

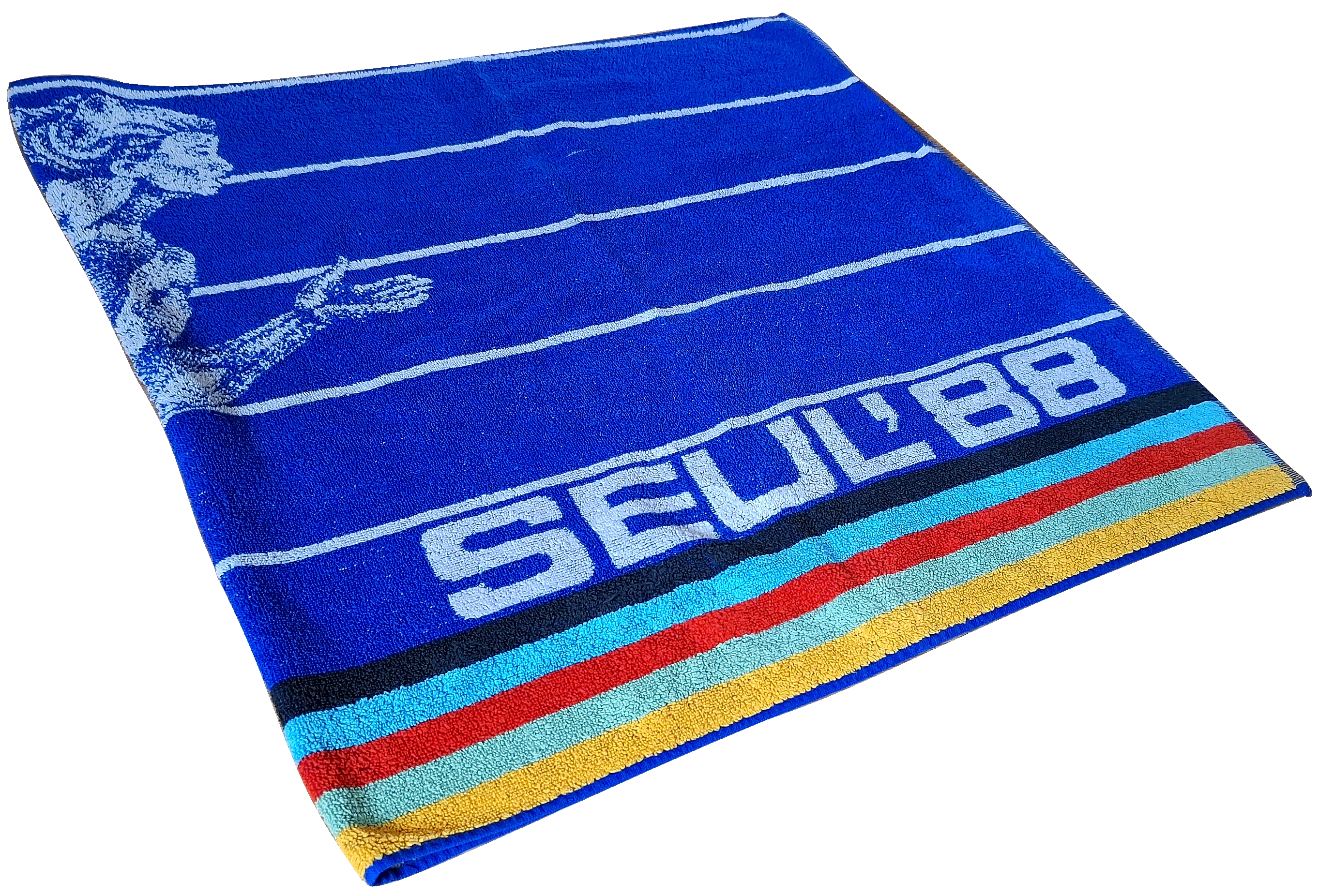
Ręcznik dla reprezentantów Polski, wyproduowany przez ZPB „Frotex” w Prudniku

### Złote
- Waldemar Legień – judo, waga lekkośrednia
- Andrzej Wroński – zapasy – styl klasyczny, waga ciężka

### Srebrne
- Janusz Pawłowski – judo, waga piórkowa
- Janusz Olech – szermierka, szabla indywidualnie
- Andrzej Głąb – zapasy – styl klasyczny, waga papierowa
- Marek Dopierała, Marek Łbik – kajakarstwo, kanadyjki dwójka 500 m
- Joachim Halupczok, Zenon Jaskuła, Marek Leśniewski, Andrzej Sypytkowski – kolarstwo szosowe 100 km drużynowo

### Brązowe
- Jan Dydak – boks, waga półśrednia
- Henryk Petrich – boks, waga półciężka
- Andrzej Gołota – boks, waga ciężka
- Janusz Zarenkiewicz – boks, waga superciężka
- Marek Dopierała, Marek Łbik – kajakarstwo, kanadyjki dwójka 1000 m
- Izabela Dylewska – kajakarstwo, jedynka 500 m
- Artur Wojdat – pływanie, 400 m styl dowolny
- Sławomir Zawada – podnoszenie ciężarów, waga ciężka
- Józef Tracz – zapasy – styl klasyczny, waga półśrednia

## Statystyka medalowa
| Klasyfikacja medalowa              |                   |       |        |      |       |
| Lp.                                | Państwo           | złoto | srebro | brąz | razem |
| 1                                  | ZSRR              | 55    | 31     | 46   | 132   |
| 2                                  | NRD               | 37    | 35     | 30   | 102   |
| 3                                  | Stany Zjednoczone | 36    | 31     | 27   | 94    |
| 4                                  | Korea Południowa  | 12    | 10     | 11   | 33    |
| 5                                  | RFN               | 11    | 14     | 15   | 40    |
| 6                                  | Węgry             | 11    | 6      | 6    | 23    |
| 7                                  | Bułgaria          | 10    | 12     | 13   | 35    |
| 8                                  | Rumunia           | 7     | 11     | 6    | 24    |
| 9                                  | Francja           | 6     | 4      | 6    | 16    |
| 10                                 | Włochy            | 6     | 4      | 4    | 14    |
| Zobacz pełną klasyfikację medalową |                   |       |        |      |       |